# Fibroblast

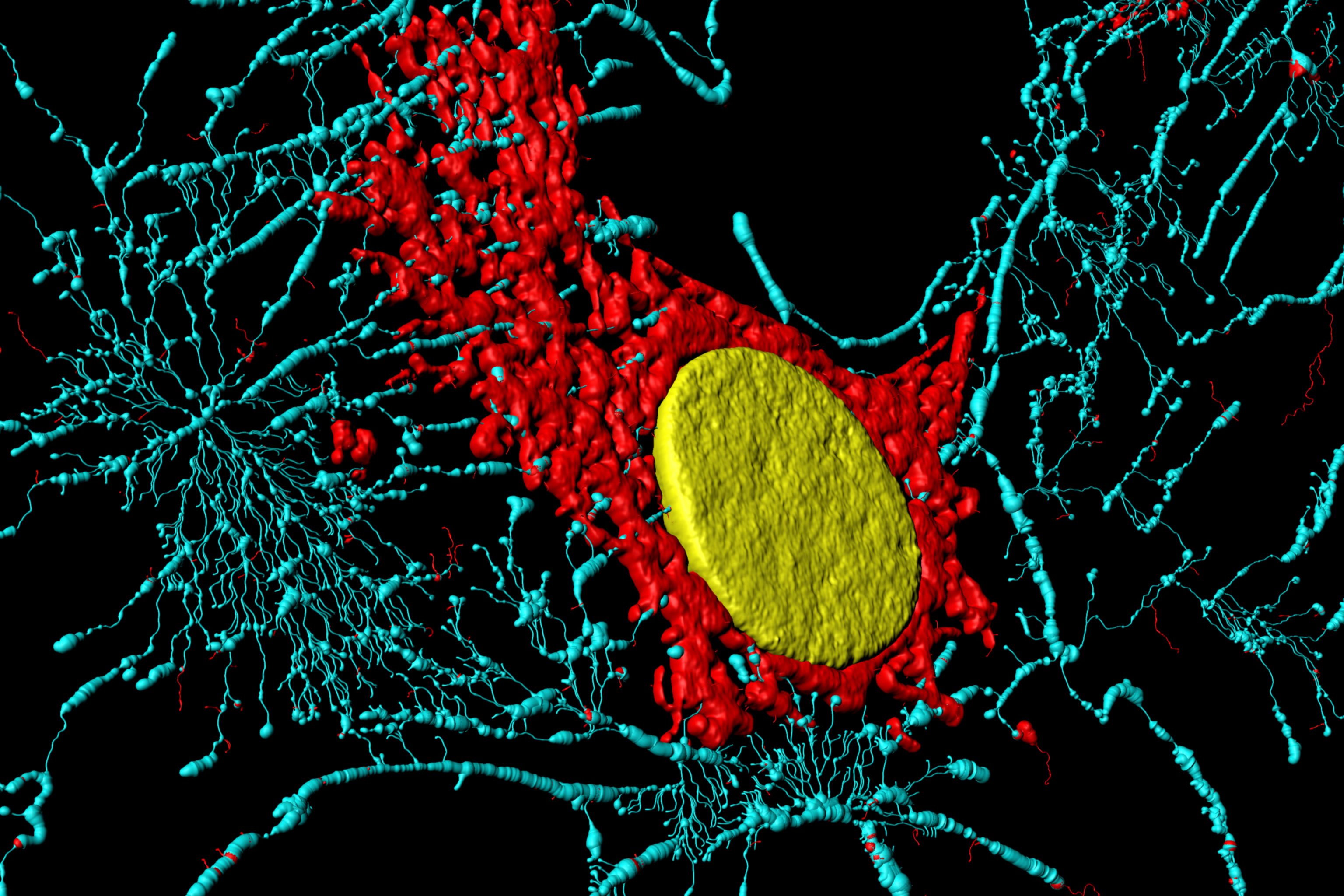
Kärnan, mitokondrier och mikrofilament hos en fibroblast.

En fibroblast är en typ av bindvävscell.
Fibroblasten är en avlång stationär cell med relativt lång livstid. Vid behov delar den sig. Fibroblaster producerar prokollagen som utanför cellen blir till kollagen som bygger upp så kallat extracellulär matrix. Cellen är producent av andra ECM-proteiner också, men den totala proteinproduktionen är liten, varför dess kärna har riklig förekomst av heterokromatin på grund av låg proteinsyntes. Fibroblasten härrör ur den mesenkymala cellen, den kan också bildas utifrån pericyten, som finns hos vuxna individer utanför mindre blodkärl.